# Encarsia costaricensis
Encarsia costaricensis is een vliesvleugelig insect uit de familie Aphelinidae. De wetenschappelijke naam is voor het eerst geldig gepubliceerd in 1996 door Evans & Angulo.